# Абиева, Кемаля Наби гызы
Кемаля Наби гызы Абиева (азерб. Abiyeva Kəmalə Nəbi qızı; род. 1979) — судья Верховного суда Азербайджана.

## Биография
Родилась в 1979 году. В 2000 году окончила юридический факультет Бакинского государственного университета. В 2002 году окончила магистратуру Бакинского государственного университета (гражданское и хозяйственное право). В 2011 году окончила аспирантуру Бакинского государственного университета (гражданское право).
С 2000 по 2006 год являлась секретарём заседания Экономического суда Азербайджана.
С 2006 по 2011 год являлась советником, секретарём судебного заседания, помощником судьи Верховного суда Азербайджана.
С 26 октября 2010 по 2013 год являлась судьёй Бакинского административно-экономического суда №2.
С 6 августа 2013 по 2020 год являлась судьёй Бакинского апелляционного суда.
В 2016 году являлась кандидатом в судьи Европейского суда по правам человека.
С 21 декабря 2018 по 2020 год являлась заместителем председателя Бакинского апелляционного суда.
Судья коммерческой коллегии Верховного суда Азербайджана (с 5 мая 2020).
Председатель коммерческой коллегии Верховного суда Азербайджана (с 6 мая 2020).

## Награды
- Орден «За службу Отечеству» III степени (11 февраля 2023) — за плодотворную деятельность в судебных органах[7]